# 心力内投
心力內投（英語：Introjection）是西格蒙德·弗洛伊德理論中的一種心理防卫机制，指主體複製來自外部環境，尤其是來自其他主體的行爲、特質或其它片段的過程。例如：有些神經症患者會通過模仿他人來減輕自身的焦慮；有些人會無意識地模仿友人的口癖。生活中，這種機制在群體中體現得比較廣泛，群體人員之間互相模仿以更好地融入群體，而朋友、夫妻之間相處久了也可能越來越像。